# Stenetrium armatum
Stenetrium armatum là một loài chân đều trong họ Stenetriidae. Loài này được Haswell miêu tả khoa học năm 1881.